# 劉行本
劉 行本（りゅう こうほん、生没年不詳）は、南朝梁から隋にかけての人物。本貫は沛国相県。

## 経歴
劉瓌の子として生まれた。梁の武陵国常侍を初任とした。西魏の廃帝元年（552年）、梁の宜豊侯蕭循（蕭脩）が梁州で西魏に降ると、行本は叔父の劉璠とともに西魏に帰順した。京兆郡新豊県に寓居した。北周の大冢宰の宇文護に召されて中外府記室となった。武帝が親政をはじめると、御正中士に転じ、起居注を兼ねた。掌朝下大夫に累進した。宣帝が即位すると、行本はたびたび宣帝を諫めて憎まれ、河内郡太守として出された。
大象2年（580年）、尉遅迥の反乱軍が懐州に進攻してくると、行本は吏民を率いて抗戦し、その功績により儀同の位を受け、文安県子の爵位を受けた。開皇元年（581年）、隋が建国されると、諫議大夫として召され、治書侍御史を検校した。まもなく、黄門侍郎に転じた。
数年後、治書侍御史を兼任したまま太子左庶子に任じられた。皇太子楊勇をたびたび諫めた。太子左庶子のまま大興県令を兼ねた。在官のまま死去した。楊勇が廃位されたとき、文帝は「もし劉行本が健在なら、勇もこのようなことには及ばなかったろうに」と言って嘆いたと伝えられる。
後嗣となる子はなかった。

## 伝記資料
- 『隋書』巻62 列伝第27
- 『北史』巻70 列伝第58